# Ирина Венедиктова
Ирина Валентиновна Венедиктова (на украински: Ірина Валентинівна Венедіктова) е украински държавник, адвокат, главен прокурор на Украйна от 17 март 2020 г. Тя е първата жена в историята на Украйна, главен прокурор. Доктор по право (2013), професор (2014). Народен депутат на Украйна в 9-тия състав на Върховната Рада от партия „Слуга на народа“ (29 август 2019 – 14 януари 2020). Председател на парламентарната комисия по правна политика (29 август – 27 декември 2019). Изпълняващ длъжността директор на Държавното бюро за разследване (27 декември 2019 – 17 март 2020).

## Биография
Ирина Венедиктова е родена на 21 септември 1978 г. в град Харков, Украинска ССР. Родена е в семейство на адвокати. Нейният баща – Валентин Семенович Венедиктов, е генерал-майор на полицията, доктор по право, професор, заслужил юрист на Украйна, е заместник-ректор на Харковския национален университет за вътрешни работи. Нейната майка – Валентина Михайловна Венедиктова, е кандидат юридически науки, преподавател в Националната юридическа академия „Ярослав Мъдри“ и Харковски национален университет за вътрешни работи.
През 2000 г. Ирина Венедиктова завършва с отличие Харковския университет за вътрешни работи.